# Bambela
Bambela é uma localidade moçambicana do posto administrativo de Cumbana, no distrito de Jangamo, província de Inhambane. De acordo com o Censo da População de 2007, a localidade tinha uma população de 28 861 habitantes, os quais falam as línguas Guitonga e Chope.
A agricultura comercial tem crescido em Bambela, com projectos de produção de banana, macadâmia e líchia.